# روفنا
روفنا هي قرية في التقسيم الإداري ستراخوفكا ضمن مقاطعة فوومين في محافظة مازوفيا شرق وسط بولندا.  تقع على بعد حوالي 4 كيلومتر (2 ميل) في الجنوب الغربي من ستراخوفكا، 26 كيلومتر (16 ميل) شرق فوومين و 47 كيلومتر (29 ميل) شمال شرق وارسو.